# Lurene Tuttle
Lurene Tuttle (* 29. August 1907 in Pleasant Lake, Indiana; † 28. Mai 1986 in Encino, Kalifornien) war eine US-amerikanische Schauspielerin.

## Leben
Lurene Tuttle begann ihre Laufbahn als Schauspielerin mit Radioshows wie The Adventures of Sam Spade, daneben trat sie am Theater auf. Hingegen wirkte sie lange Jahre nur vereinzelt in Filmen mit, erst Ende der 1940er-Jahre kam ihre Karriere in Hollywood ins Rollen. Die rundliche, kleine Schauspielerin mit roten Haaren spielte in zahlreichen Filmen und TV-Serien, oftmals verkörperte sie mütterlich, mitunter etwas wichtigtuerisch wirkende Figuren. Unter anderem spielte sie in dem Thriller Niagara (1953) an der Seite von Marilyn Monroe und Joseph Cotten, hatte einen kleineren Auftritt als Frau des Sheriffs in  Alfred Hitchcocks Filmklassiker Psycho (1960) und war als Mutter von Jack Lemmons Hauptfigur in Billy Wilders Komödie Der Glückspilz (1966) zu sehen. Neben Filmrollen war Tuttle seit den 1950er-Jahren in diversen Gastrollen erfolgreich, zudem hatte sie auch feste Rollen in der Sitcom Father of the Bride und der Krankenhaus-Sitcom Julia. Für ihre Darstellung der Krankenschwester Hannah Yarby in Julia erhielt sie 1970 eine Nominierung für den Emmy Award. Insgesamt umfasste Tuttles filmisches Schaffen bis zu ihrem Karriereende 1985 annähernd 190 Film- und Fernsehproduktionen.
Lurene Tuttle wurde mit zwei Sternen auf dem Hollywood Walk of Fame geehrt, in den Kategorien Fernsehen und Radio. Sie war zweimal verheiratet, beide Ehen wurden geschieden: mit dem Schauspieler Melville Ruick zwischen 1928 und 1945, und mit Frederick W. Cole zwischen 1950 und 1956. Ihre Tochter aus erster Ehe war die Schauspielerin und Sängerin Barbara Ruick, durch die Tuttle die Schwiegermutter des Filmkomponisten John Williams und die Großmutter des Sängers und Komponisten Joseph Williams war.

## Filmografie (Auswahl)
- 1934: Wir senden Sonne (Stand Up and Cheer!)
- 1941: Tom, Dick und Harry (Tom, Dick and Harry, Sprechrolle)
- 1947: Michael schafft Ordnung (Heaven Only Knows)
- 1948: Nur meiner Frau zuliebe (Mr. Blandings Builds His Dream House)
- 1948: Dr. Johnsons Heimkehr (Homecoming)
- 1948: Macbeth – Der Königsmörder (Macbeth)
- 1950: Unser Admiral ist eine Lady (The Admiral Was a Lady)
- 1950: Brustbild, bitte! (Watch the Birdie)
- 1951: Goodbye, My Fancy
- 1951: Verfolgt (Tomorrow Is Another Day)
- 1952: Vater werden ist nicht schwer (Room for One More)
- 1952: Versuchung auf 809 (Don’t Bother to Knock)
- 1953: Niagara
- 1953: Eine Chance für Suzy (Give a Girl a Break)
- 1953: I Love Lucy (Fernsehserie, 1 Folge)
- 1953–1955: Wenn Vater nicht wär… (Life with Father, Fernsehserie, 8 Folgen)
- 1955: Der gläserne Pantoffel (The Glass Slipper)
- 1955: Ihr sehr ergebener... (Sincerely Yours)
- 1957: Tödlicher Skandal (Slander)
- 1957: Reife Blüten (Untamed Youth)
- 1957: Dein Schicksal in meiner Hand (Sweet Smell of Success)
- 1957: The Adventures of Jim Bowie (Fernsehserie, 2 Folgen)
- 1958–1966: Perry Mason (Fernsehserie, 6 Folgen)
- 1959/1962: Erwachsen müßte man sein (Leave It to Beaver, Fernsehserie, 2 Folgen)
- 1960: Die gnadenlosen Killer (Ma Barker’s Killer Brood)
- 1960: Psycho
- 1960/1964: The Andy Griffith Show (Fernsehserie, 2 Folgen)
- 1960/1973: Rauchende Colts (Gunsmoke, Fernsehserie, 2 Folgen)
- 1961: Tausend Meilen Staub (Rawhide, Fernsehserie, 1 Folge)
- 1961–1962: Father of the Bride (Fernsehserie, 32 Folgen)
- 1963: Tu das nicht, Angelika (Critic’s Choice)
- 1963: Sprung aus den Wolken (Ripcord, Fernsehserie, 1 Folge)
- 1964: Twilight Zone (The Twilight Zone, Fernsehserie, 1 Folge)
- 1964: The Munsters (Fernsehserie, 1 Folge)
- 1965: Hetzjagd in Ketten (Nightmare in the Sun)
- 1965: Tammy, das Mädchen vom Hausboot (Tammy, Fernsehserie, 1 Folge)
- 1965: Mein Onkel vom Mars (My Favorite Martian, Fernsehserie, 1 Folge)
- 1965: Bezaubernde Jeannie (I Dream of Jeannie, Fernsehserie, 1 Folge)
- 1966: Der Glückspilz (The Fortune Cookie)
- 1967: Bonanza (Fernsehserie, 1 Folge)
- 1967: The Beverly Hillbillies (Fernsehserie, 1 Folge)
- 1968: Meine drei Söhne (My Three Sons, Fernsehserie, 1 Folge)
- 1968: Der Hengst im grauen Flanellanzug (The Horse in the Gray Flannel Suit)
- 1968–1970: Julia (Fernsehserie, 48 Folgen)
- 1972: Alle meine Lieben (The Jimmy Stewart Show, Fernsehserie, 1 Folge)
- 1972: Die Partridge Familie (The Partridge Family, Fernsehserie, 1 Folge)
- 1973: Der Große aus dem Dunkeln (Walking Tall)
- 1973: Adam-12 (Fernsehserie, 2 Folgen)
- 1974: California Cops – Neu im Einsatz (The Rookies, Fernsehserie, 1 Folge)
- 1975: Der Große aus dem Dunkeln, Teil 2 – Allein gegen Korruption (Walking Tall Part 2)
- 1975/1976: Unsere kleine Farm (Little House on the Prairie, Fernsehserie, 2 Folgen)
- 1976: Für Gesetz und Ordnung (Law and Order, Fernsehfilm)
- 1976/1977: Die Zwei mit dem Dreh (Switch, Fernsehserie, 2 Folgen)
- 1977: Der Große aus dem Dunkeln, Teil 3 (Walking Tall: Final Chapter)
- 1978: Drei Engel für Charlie (Charlie’s Angels, Fernsehserie, 1 Folge)
- 1978: Der Manitou (The Manitou)
- 1978: Todesflug 401 (Crash of Flight 401, Fernsehfilm)
- 1978/1979: Fantasy Island (Fernsehserie, 2 Folgen)
- 1979: Saat des Wahnsinns – Clonus Horror (Parts: The Clonus Horror)
- 1979: Gehirnwäsche (Human Experiments)
- 1979: Ein Duke kommt selten allein (The Dukes of Hazzard, Fernsehserie, 1 Folge)
- 1979–1984: Trapper John, M.D. (Fernsehserie, 6 Folgen)
- 1980: Barnaby Jones (Fernsehserie, 1 Folge)
- 1980: Geheimcode Chaos (For the Love of It, Fernsehfilm)
- 1981: Hart aber herzlich (Hart to Hart, Fernsehserie, Folge Mordstheater)
- 1982: Der Denver-Clan (Dynasty, Fernsehserie, 2 Folgen)
- 1982: Love Boat (The Love Boat, Fernsehserie, 1 Folge)
- 1983: Die Zeitreisenden (Voyagers!, Fernsehserie, 1 Folge)
- 1983: Das letzte Testament (Testament)
- 1984: Engel auf Abwegen (It Came upon the Midnight Clear, Fernsehfilm)
- 1985: Matt Houston (Fernsehserie, 1 Folge)
- 1985: Mord ist ihr Hobby (Murder, She Wrote, Fernsehserie, 1 Folge)
- 1985: Die Fälle des Harry Fox (Crazy like a Fox, Fernsehserie, 1 Folge)
- 1985: Evil Town